# Будьково (Вологодская область)
Будьково — деревня в Бабушкинском районе Вологодской области.
Входит в состав Рослятинского сельского поселения, с точки зрения административно-территориального деления — в Рослятинский сельсовет.
Расстояние по автодороге до районного центра села имени Бабушкина составляет 74 км, до центра муниципального образования Рослятино — 6 км. Ближайшие населённые пункты — Рослятино, Степаньково, Лиственка.
Население по данным переписи 2002 года — 22 человека (7 мужчин, 15 женщин). Всё население — русские.